# در جستجوی نمو (بازی ویدئویی)
در جستجوی نمو (پیدا کردن نمو) یک بازی اکشن ماجراجویی می باشد که توسط KnowWonder ، Vicarious Visions ، Traveller's Tales توسعه و توسط THQ در سال 2003 منتشر شده است. این بازی بر اساس انیمیشنی بر همین نام می باشد.

## گیم پلی
شخصیت های اصلی فیلم مانند Marlin ، Nemo ، Dory در بازی نیز حضور دارند و قسمت های خود فیلم در بازی اجرا شده است.

## طرح
در این بازی ماهی کوچک و ماجراجویی بنام Nemo راه دراز و پر دردسری از روی کنجکاوی و کشف خیلی از چیزها در زیر آب پیش میگیرد و پدر او به‌ناچار به پیدا کردن این ماهی همه جا سفر میکند میپردازد. همچنین نسخه دوبله فارسی نیز منتشر شده است.